# Taraxacum scalenum
{{#ifeq:0|0|{{#if:Taraxacum scalenum|{{#if:|[[]}}|[[]]}}}}
Taraxacum scalenum — вид квіткових рослин родини айстрових (Asteraceae).

## Поширення
Ендемічна флора Ісландії.